# 永山新川
永山新川（ながやましんかわ）は、北海道旭川市永山地区を流れる人工の河川である。石狩川水系牛朱別川が流れる旭川市街地の水害対策として2002年に開削された。全区間が一級河川に指定されている。

## 地理
旭川市北東部の桜岡・永山地区境界付近の牛朱別川から分流し北西に流れ、東鷹栖境の永山橋付近の石狩川に合流する。永山地区の市街地の北側に沿って流れる。全長6km弱のすべてが永山地区にある。
洪水調節機能を果たすため、水路部と堤外地（河川敷）をあわせた幅は、牛朱別川下流部より広い約200mが確保されている。全流路が幾何的な設計をされており、分流部と合流部手前のカーブを除き、直線で構成されている。牛朱別川の流れる側に樋門を設置し増水時に本流より優先して水を流すという治水機能としての合理性を追求したことと、殖民区画によって格子状に形成された永山市街および田圃地帯にあわせ設計された結果が、これらの特徴となって現れた。このようにきわめて人工的な水路であるが、河川管理者の北海道開発局はなるべく自然に近いものにしようとビオトープなどの水辺の環境整備に取り組んでいる。親水公園やミニ博物館、堤防に設置された排水桶門の上屋を周辺の歴史建造物を模した建屋とするなど、河川整備以外の部分でも趣向を凝らしている。

## 流域の自治体

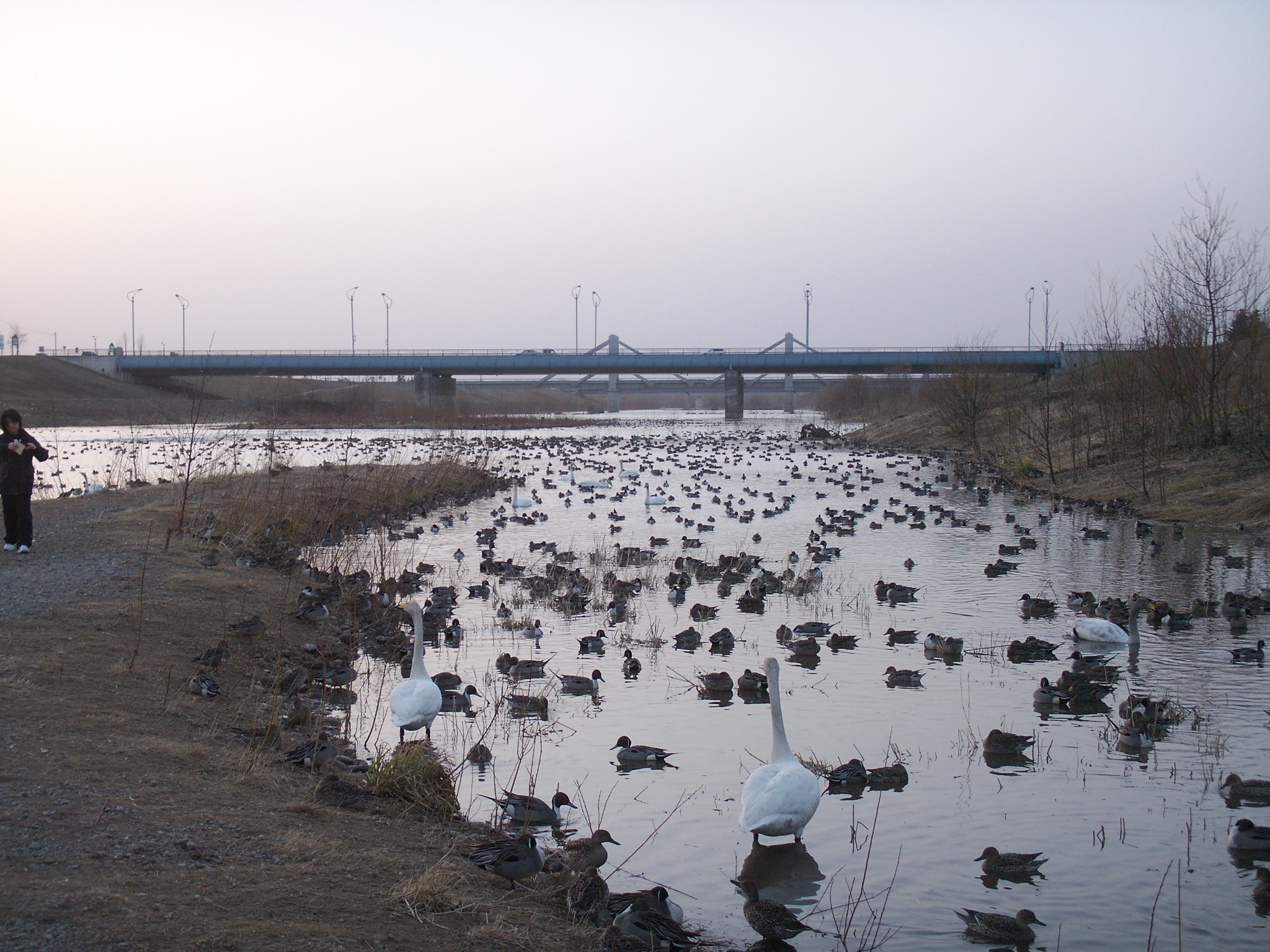
国道39号牛朱別大橋と、奥にJR宗谷本線の橋梁

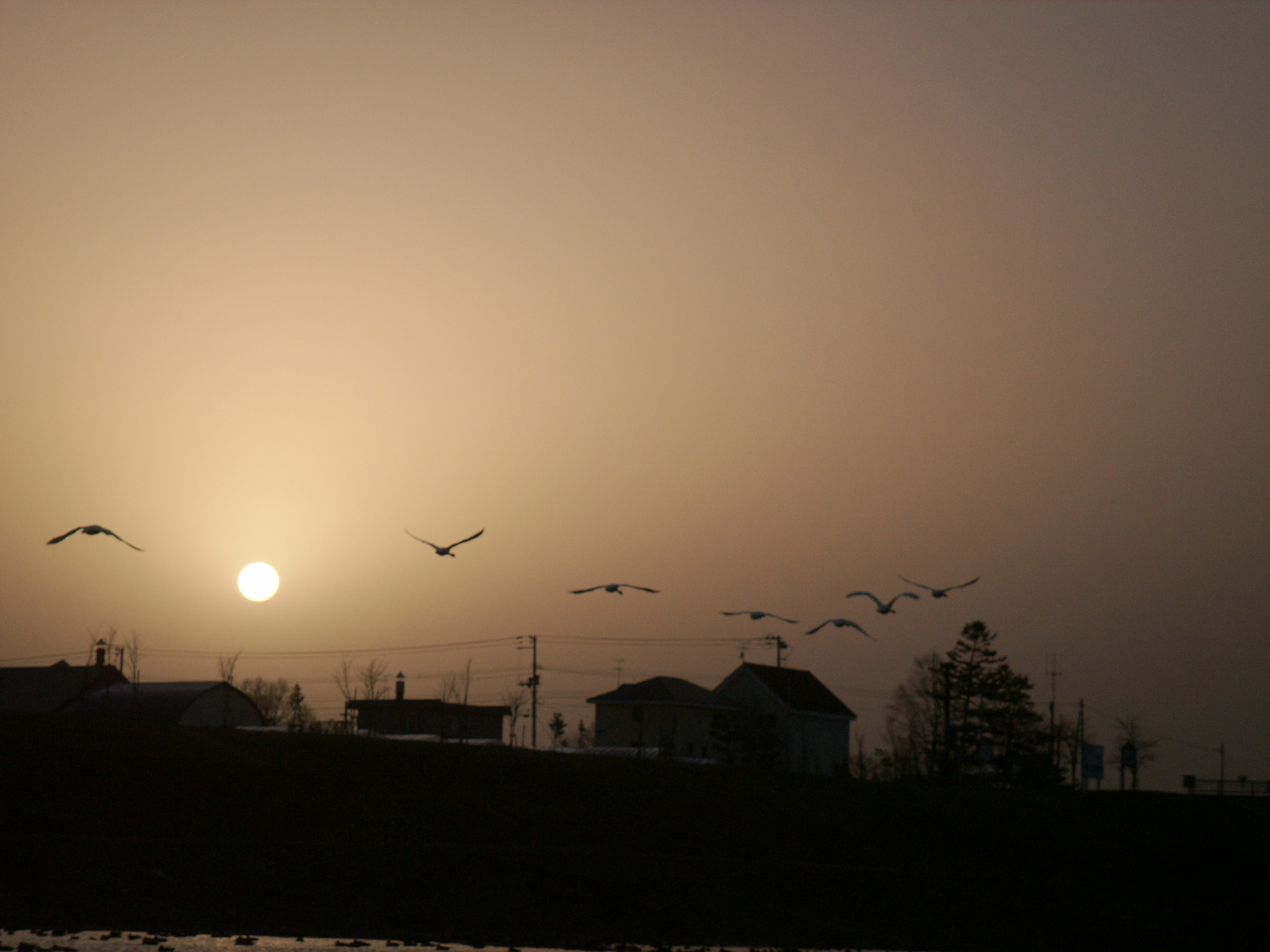
夕陽を背にシベリアへと飛び立つ白鳥

北海道
旭川市

## 歴史
旭川市街地で石狩川に合流する牛朱別川の本流は、最下流域についてはすでに1932年（昭和7年）に水路を移転開削していた。しかし1970年（昭和45年）の水害を受け、抜本的な水害対策を検討した結果、新たに分水路を開削することとなり「牛朱別川分水路整備事業」が計画された。その後、1987年（昭和62年）に着工され、2002年（平成14年）9月に供用を開始した。名称は1997年（平成9年）に公募により決定した。

## 生物
この川は工事中から白鳥などの渡り鳥が多数飛来するようになったことでも有名である。白鳥飛来シーズンには多くの市民が見物に訪れる。
飛来する鳥類
アオサギ、イソシギ、オオハクチョウ、オジロワシ （国の天然記念物）、オナガガモ、カワアイサ、キンクロハジロ、コガモ、コハクチョウ、ハクセキレイ、マガモ
旭川市には国の天然記念物であるタンチョウ・オオワシも飛来するが、永山新川では確認されていない。

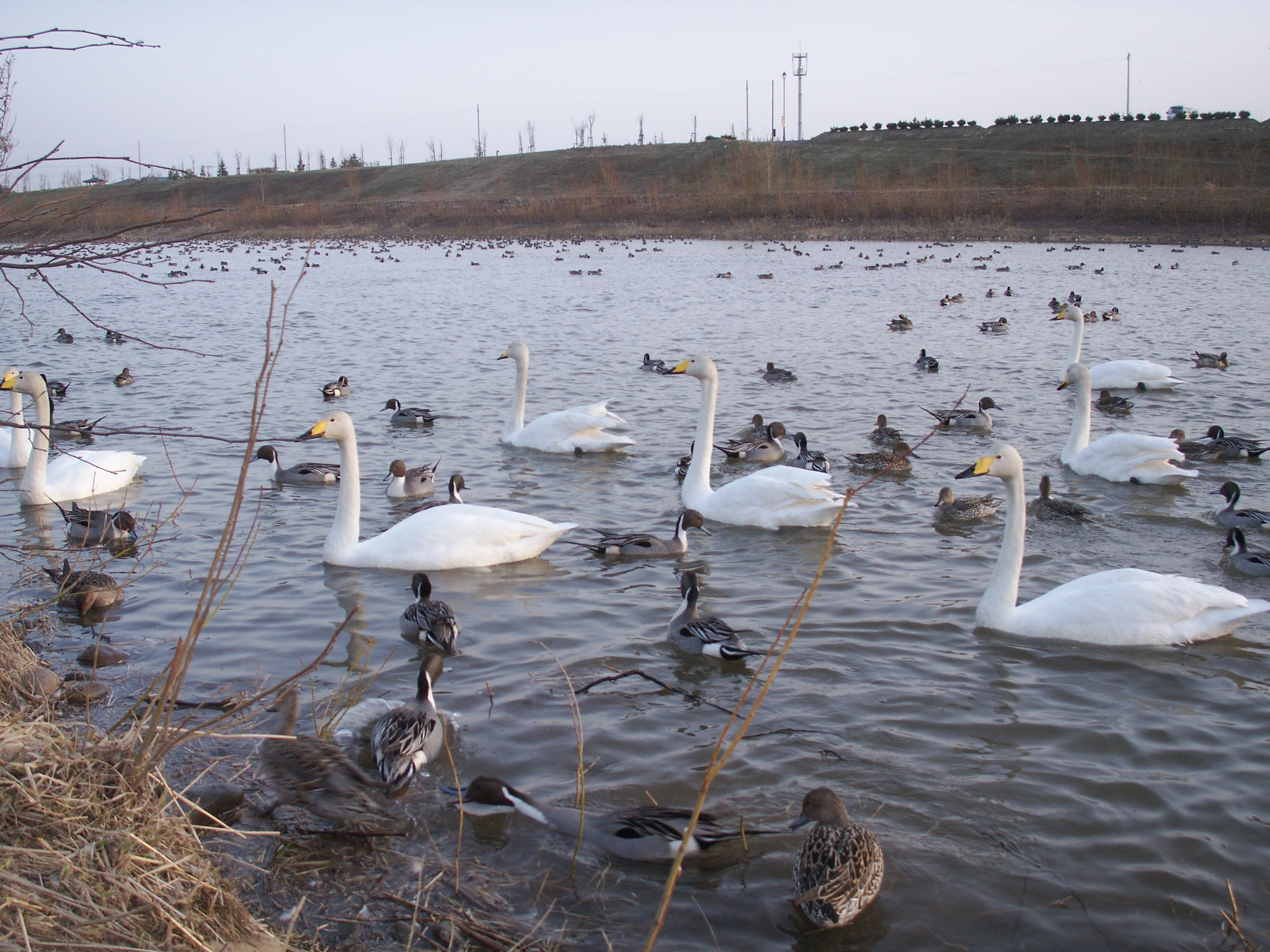
永山新川で羽を休める渡り鳥
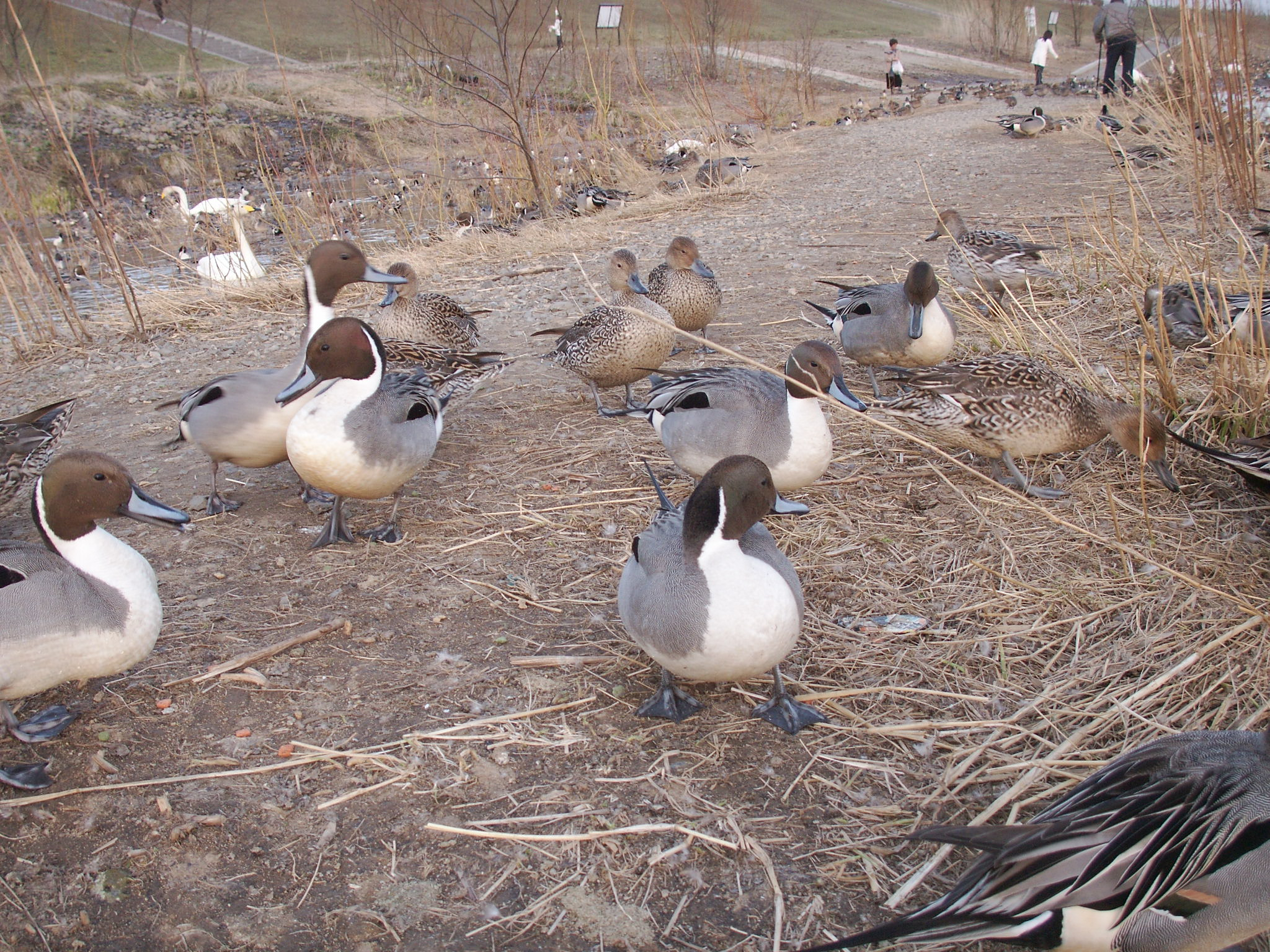
エサを求めて上陸
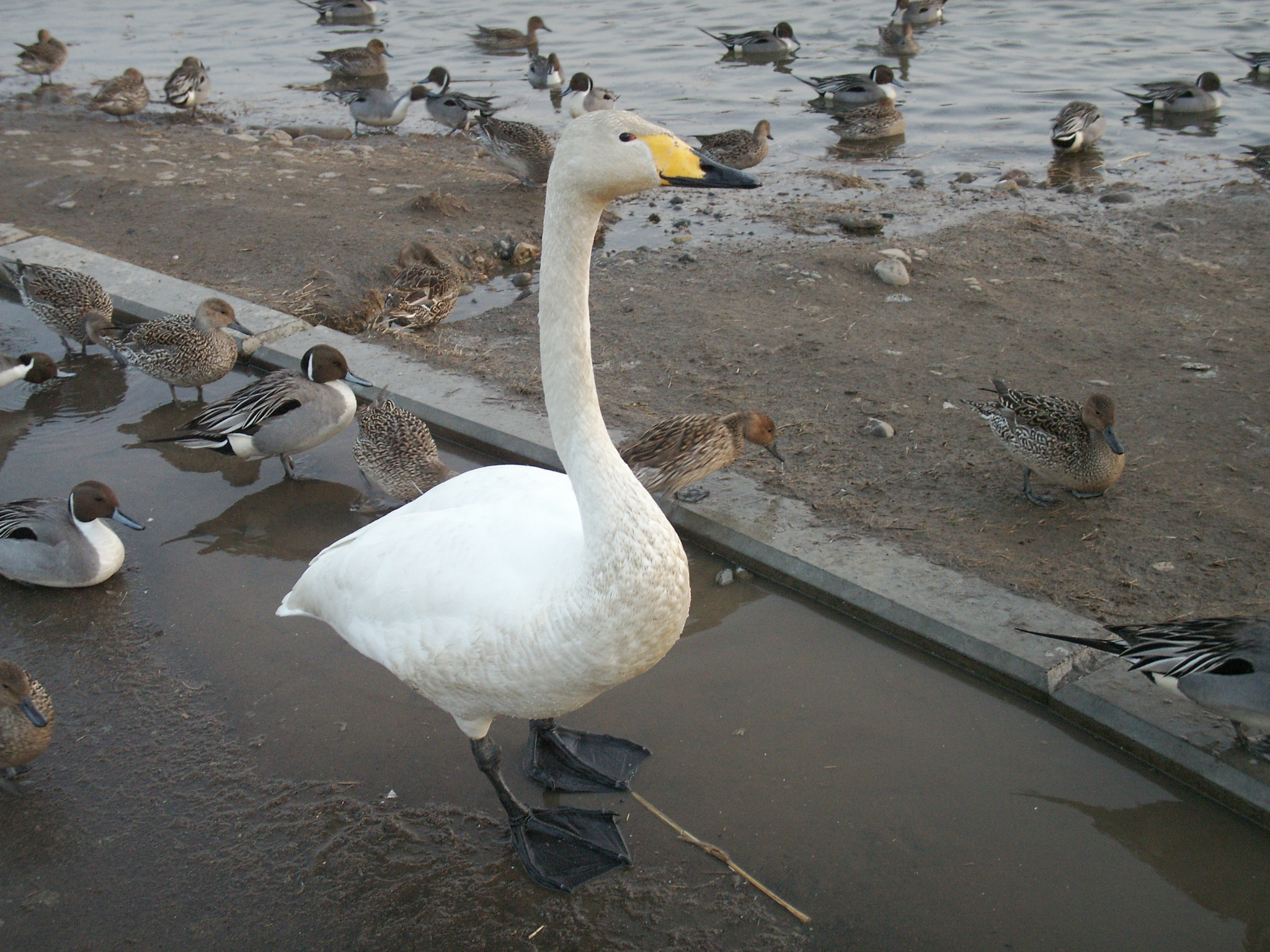
人に慣れているため、エサを持っていると大胆に近付いてくる
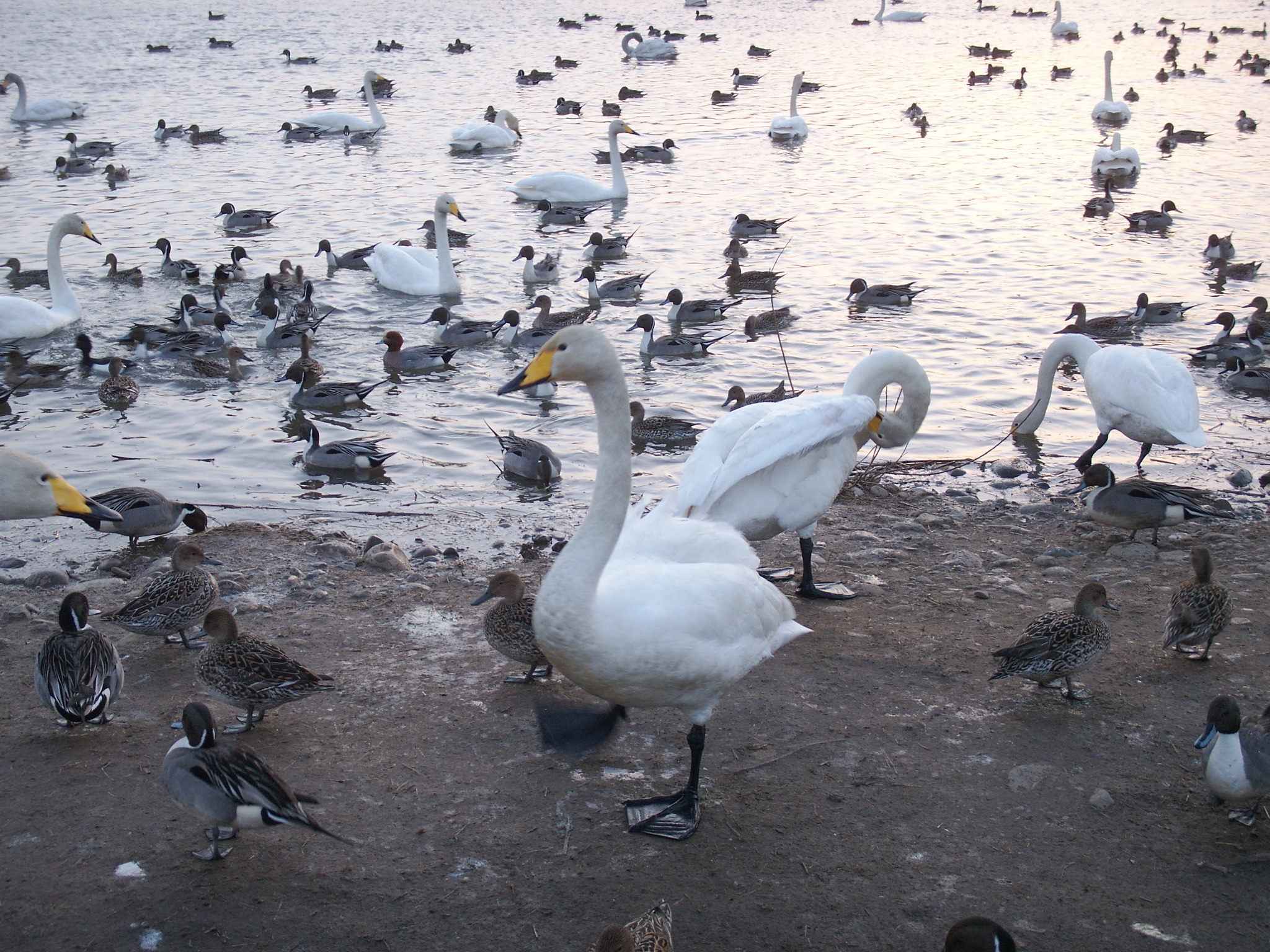
白鳥も近付いてくる

## 橋梁
永山新川に架かる橋には、国道39号の牛朱別大橋を除いて、すべてに「永」の字が付いている。下流部の北永橋・辰永橋は、頭文字をあわせると「北辰」になる。この北辰とは北極星（北辰星）のことであり、地名の由来となった永山武四郎ゆかりの開拓使のシンボルでもある。
- 第四北永橋
- 第三北永橋
- 第二北永橋
- 第一北永橋
- 牛朱別大橋
- （橋） - JR宗谷本線橋梁
- 北永橋
- 辰永橋

## 交通
路線バス
永山13丁目バス停下車（旭川駅前より、道北バス（67、68、70、71、75、81、663、664、665、667、669系統）利用）。
旭川農業高校前バス停も利用可能。
鉄道
JR北海道宗谷本線 北永山駅下車、徒歩約10分。